# Ecorally di San Marino

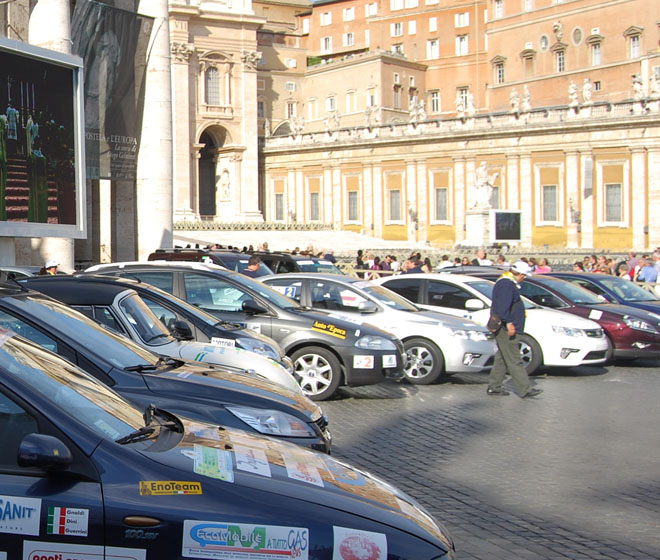
Auto del 5° Ecorally in Piazza San Pietro, 24 ottobre 2010.

L'Ecorally di San Marino, fino al 2015 Ecorally San Marino - Città del Vaticano, è una competizione automobilistica riservata a veicoli ad energie a basso impatto ambientale. Si svolge dal 2006 con base nella Repubblica di San Marino e percorsi che si snodano nel centro Italia e nella Città del Vaticano. È stato inserito nel calendario della FIA Alternative Energies Cup fino al 2016 e in quello della FIA E-Rally Regularity Cup nel 2017.
Dopo la nascita dell'Ecorally di San Marino, sotto la paternità della FIA sono nate gare analoghe, che da questa hanno assunto la denominazione di Ecorally.

## Caratteristiche della gara
L'Ecorally è composto da una partenza cronometrata e da almeno quattro controlli orari di precisione con tempo rilevato al centesimo di secondo e penalizzazione di 1 punto per ogni anticipo o ritardo sull'orario esatto di transito, lungo un percorso che non deve avere una lunghezza inferiore a 300 km per i veicoli con motore endotermico e di 150 km per veicoli elettrici.
Ogni vettura deve osservare scrupolosamente il codice della strada e seguire il percorso ufficiale riportato dal road book; gli organizzatori possono istituire dei controlli a timbro per verificare che gli equipaggi rispettino il percorso previsto ed anche controlli a vista affidati a commissari di percorso.
Gli equipaggi devono essere composti da almeno due persone (1° e 2° conduttore) per i veicoli che ne permettono il trasporto ed essere in possesso di licenza sportiva per gare di regolarità, o richiedere una licenza provvisoria valida solo per la gara in corso. Sul veicolo possono salire anche altri passeggeri secondo la capacità indicata nei dati di omologazione del veicolo.
All'inizio della competizione tutti i serbatoi dei veicoli vengono riempiti al massimo della loro capacità, di tutti i combustibili che possano alimentare il motore. I commissari tecnici poi sigillano tutti i bocchettoni ed i tappi dei serbatoi nonché i cofani, che vengono dissigillati al termine della gara per effettuare i rabbocchi che determinano i consumi reali.

## Le edizioni

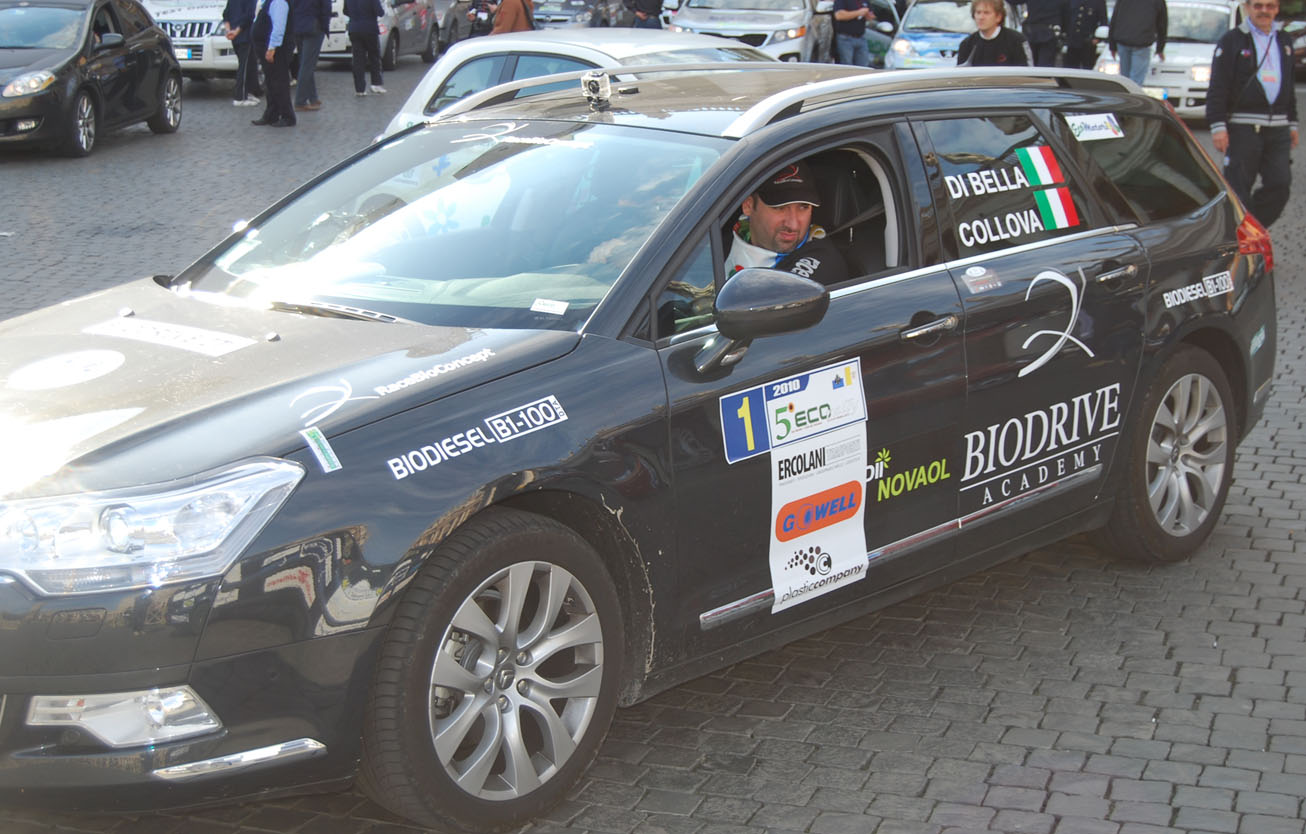
La Citroën C5 a biodiesel di Vincenzo Di Bella dopo l'arrivo del 5° Ecorally, 24 ottobre 2010.

L'edizione del 2006 si è svolta in tre tappe, con partenza da Piazza San Pietro (Città del Vaticano), punti intermedi ad Assisi e Gubbio, traguardo a Borgo Maggiore nella Repubblica di San Marino.
L'itinerario dell'edizione successiva andava da Roma Settebagni a Rimini Marina Centro, passando per Castel Gandolfo, Assisi, Torgiano, Gubbio e San Marino città, per un totale di 6 tappe.
Nel 2008 nuovamente un percorso in tre tappe, con percorso inverso rispetto alle precedenti edizioni: partenza da Rimini e arrivo nella Città del Vaticano.
La quarta edizione si è svolta il 19 e 20 settembre 2009, sempre con percorso da San Marino alla Città del Vaticano.
La quinta edizione è stata strutturata in tre parti, con prologo venerdì 22 ottobre dal distributore delle verifiche a San Marino. La gara è poi ripartita sabato 23 ottobre con i tratti da San Marino a Sansepolcro; da Sansepolcro al castello di Magione; da Magione a Magliano Sabina. Domenica 24 ottobre epilogo Ponzano Romano - Città del Vaticano con ingresso di tutta la carovana in Piazza San Pietro. Il 5° Ecorally è stata l'ultima prova del 2010 valevole per la FIA Alternative Energies Cup.
Dell'Ecorally è nata anche una versione fuoristradistica denominata EcoRallyRAID, promossa dal RaceBioConcept Team, la squadra corse pluri-vicecampione del mondo di Coppa FIA Energie Alternative e Campione d'Italia 2010 dell'omonima coppa CSAI. L'EcoRallyRAID è solito disputarsi, ancora sotto forma di sperimentazione, con cadenza biennale. L'ultima Edizione risale all'estate del 2010 ed era denominata EcoRallyRAID - Roccaraso Challenge.

## Albo d'oro
| Edizione | Regolarità                                              | Consumi                                                 |
| -------- | ------------------------------------------------------- | ------------------------------------------------------- |
| 2006     | Cesare Romani (pilota) Giuseppe Grossi (co-pilota)      | Giuliano Mazzoni (pilota) Marcello Aranci (co-pilota)   |
| 2007     | Vincenzo Di Bella (pilota) Alessandro Vatri (co-pilota) | Vincenzo Di Bella (pilota) Alessandro Vatri (co-pilota) |

| Edizione | Combinata                                              | Regolarità                                             | Consumi                                                 |
| -------- | ------------------------------------------------------ | ------------------------------------------------------ | ------------------------------------------------------- |
| 2008     | Giuliano Mazzoni (pilota) Massimo Liverani (co-pilota) | Giuliano Mazzoni (pilota) Massimo Liverani (co-pilota) | Vincenzo Di Bella (pilota) Alessandro Vatri (co-pilota) |

| Edizione | Combinata                                                | Regolarità                                                 | Consumi                                                  | Press                                                        |
| -------- | -------------------------------------------------------- | ---------------------------------------------------------- | -------------------------------------------------------- | ------------------------------------------------------------ |
| 2009     | Raymond Durand (pilota) Jean-Pierre Bertrand (co-pilota) | Guido Guerrini (pilota) Andrea Gnaldi Coleschi (co-pilota) | Raymond Durand (pilota) Jean-Pierre Bertrand (co-pilota) | Roberto Chiodi (pilota) Maria Rita Degli Esposti (co-pilota) |
| 2010     | Massimo Liverani (pilota) Valeria Strada (co-pilota)     | Stefano Pezzi (pilota) Valentino Muccini (co-pilota)       | Jesús Echave (pilota) Juanan Delgado (co-pilota)         | Roberto Chiodi (pilota) Maria Rita Degli Esposti (co-pilota) |

| Edizione | Regolarità                                           | Press                                              |
| -------- | ---------------------------------------------------- | -------------------------------------------------- |
| 2011     | Roberto Viganò (pilota) Andrea Fovana (co-pilota)    | Roberto Chiodi (pilota) Silvana Chiodi (co-pilota) |
| 2012     | Massimo Liverani (pilota) Valeria Strada (co-pilota) | Nicola Ventura (pilota) Monica Porta (co-pilota)   |
| 2013     | Massimo Liverani (pilota) Valeria Strada (co-pilota) | Nicola Ventura (pilota) Monica Porta (co-pilota)   |
| 2014     | Massimo Zanasi (pilota) Giuseppe Scalora (co-pilota) | Nicola Ventura (pilota) Monica Porta (co-pilota)   |

| Edizione | Regolarità FIA                                                                                         | Regolarità CSAI                                          | Press                                                   |
| -------- | --- | -------------------------------------------------------- | ------------------------------------------------------- |
| 2015     | Artur Prusak (pilota) Thierry Benchetrit (co-pilota)                                                   | Massimo Liverani (pilota) Valeria Strada (co-pilota)     | Massimo Liverani (pilota) Valeria Strada (co-pilota)    |
| 2016     | Artur Prusak (pilota) Thierry Benchetrit (co-pilota)                                                   | Guido Guerrini (pilota) Francesca Olivoni (co-pilota)    | Paolo Benevolo (pilota) Fabrizio Giamminuti (co-pilota) |
| 2017     | Nicola Ventura (pilota) - Fuzzy Kofler (pilota) Guido Guerrini (co-pilota) - Franco Gaioni (co-pilota) | Nicola Ventura (pilota) Guido Guerrini (co-pilota)       | Paolo Benevolo (pilota) Fabrizio Giamminuti (co-pilota) |
| 2019     | Corrado Marzi (pilota) Maria Luisa Menicucci (co-pilota)                                               | Corrado Marzi (pilota) Maria Luisa Menicucci (co-pilota) | Roberto Chiodi (pilota) Remo Chiodi (co-pilota)         |
| 2022     | Roberto Chiodi (pilota) Lorenzo Gennari (co-pilota)                                                    | Roberto Chiodi (pilota) Lorenzo Gennari (co-pilota)      | Roberto Chiodi (pilota) Lorenzo Gennari (co-pilota)     |